# Zitationsdatenbank
Eine Zitationsdatenbank (englisch Citation Index) ist eine Datenbank, die Zitationen (Angaben darüber, welche Publikationen von welchen zitiert werden) enthält. Zitationsdatenbanken werden zur Literaturrecherche und für Zitationsanalysen verwendet. Häufig sind Zitationsdatenbanken Bestandteil von bibliografischen Datenbanken oder spezialisierten Suchmaschinen.
Auch das Patentwesen setzt Zitationsdatenbanken  ein. Patentinformationen sind über zahlreiche Datenbanken frei verfügbar. Unter anderem lassen sich  alle Patente über den Derwent Patent Citation Index (DPCI) abfragen.
Die meisten Zitationsdatenbanken enthalten einen gewissen Anteil an Fehlern, was vor allem bei ihrer Verwendung zur Ermittlung des Impact Factors und anderen Bewertungsmaßstäben kritisiert wird.

## Zitationsdatenbanken
Es gibt einige wenige interdisziplinäre Zitationsdatenbanken und zahlreiche fachspezifische Datenbanken.
Größte interdisziplinäre Zitationsdatenbanken für vorwiegend wissenschaftliche Literatur:
- CiteSeer
- Crossref
- Google Scholar
- Microsoft Academic (Ende 2021 eingestellt)
- Science Citation Index (als Teil von Web of Science)
- Scopus

Beispiele von fachspezifischen Zitationsdatenbanken:
- AGRICOLA für Agrarwissenschaften
- Astrophysics Data System für Astrophysik
- Digital Bibliography & Library Project für Informatik
- PubMed für Biomedizin
- Research Papers in Economics für Volkswirtschaftslehre